# Palézieux
Palézieux (toponimo francese) è una frazione di 1 326 abitanti del comune svizzero di Oron, nel Canton Vaud (distretto di Lavaux-Oron).

## Storia

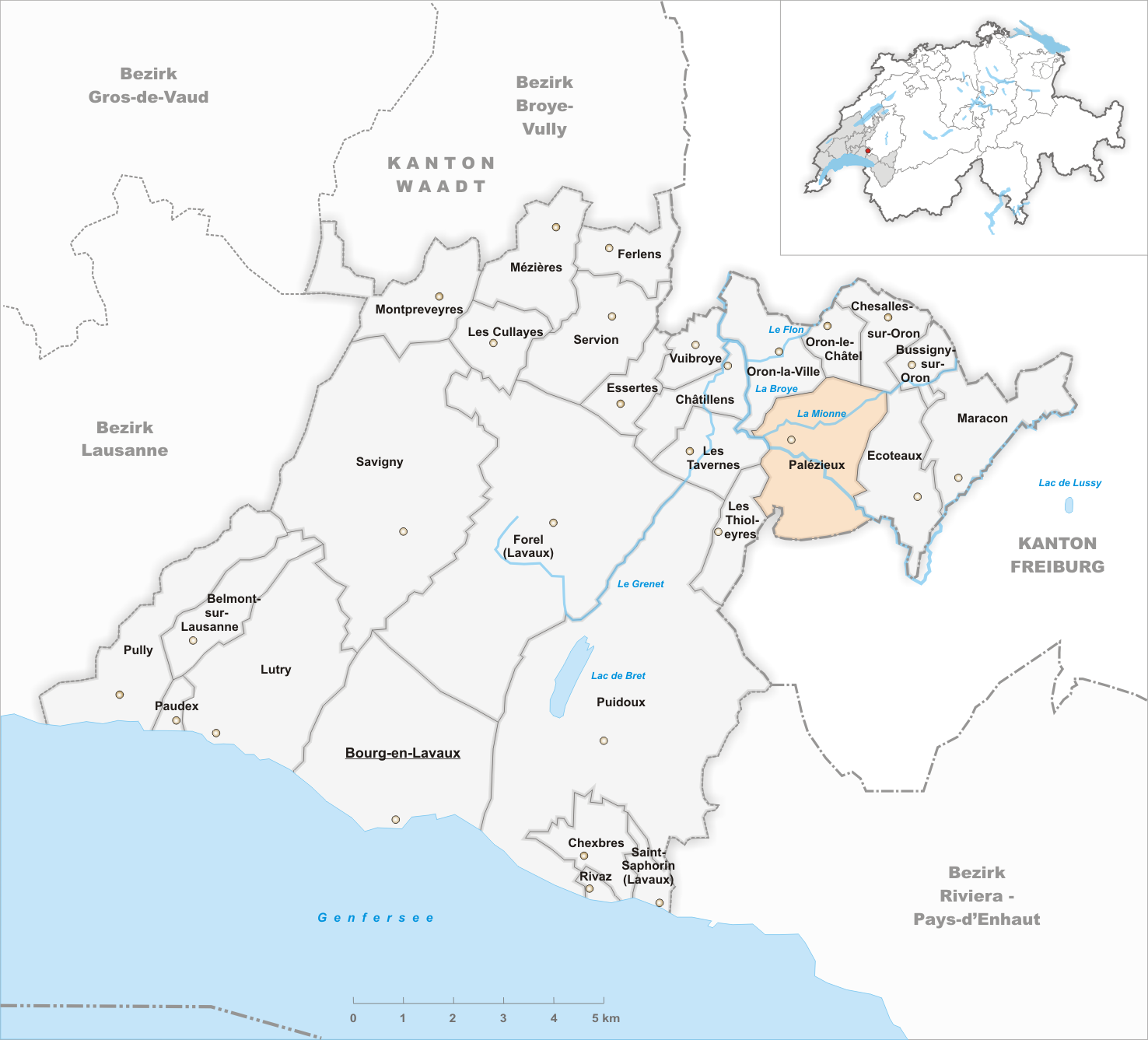
Il territorio del comune di Palézieux prima degli accorpamenti comunali del 2012

Già comune autonomo che si estendeva per 5,77 km² e che comprendeva le frazioni di Palézieux-Gare e Palézieux-Village, nel 2012 è stato accorpato agli altri comuni soppressi di Bussigny-sur-Oron, Châtillens, Chesalles-sur-Oron, Ecoteaux, Oron-la-Ville, Oron-le-Châtel, Les Tavernes, Les Thioleyres e Vuibroye per formare il nuovo comune di Oron, del quale Palézieux è il capoluogo.

## Monumenti e luoghi d'interesse

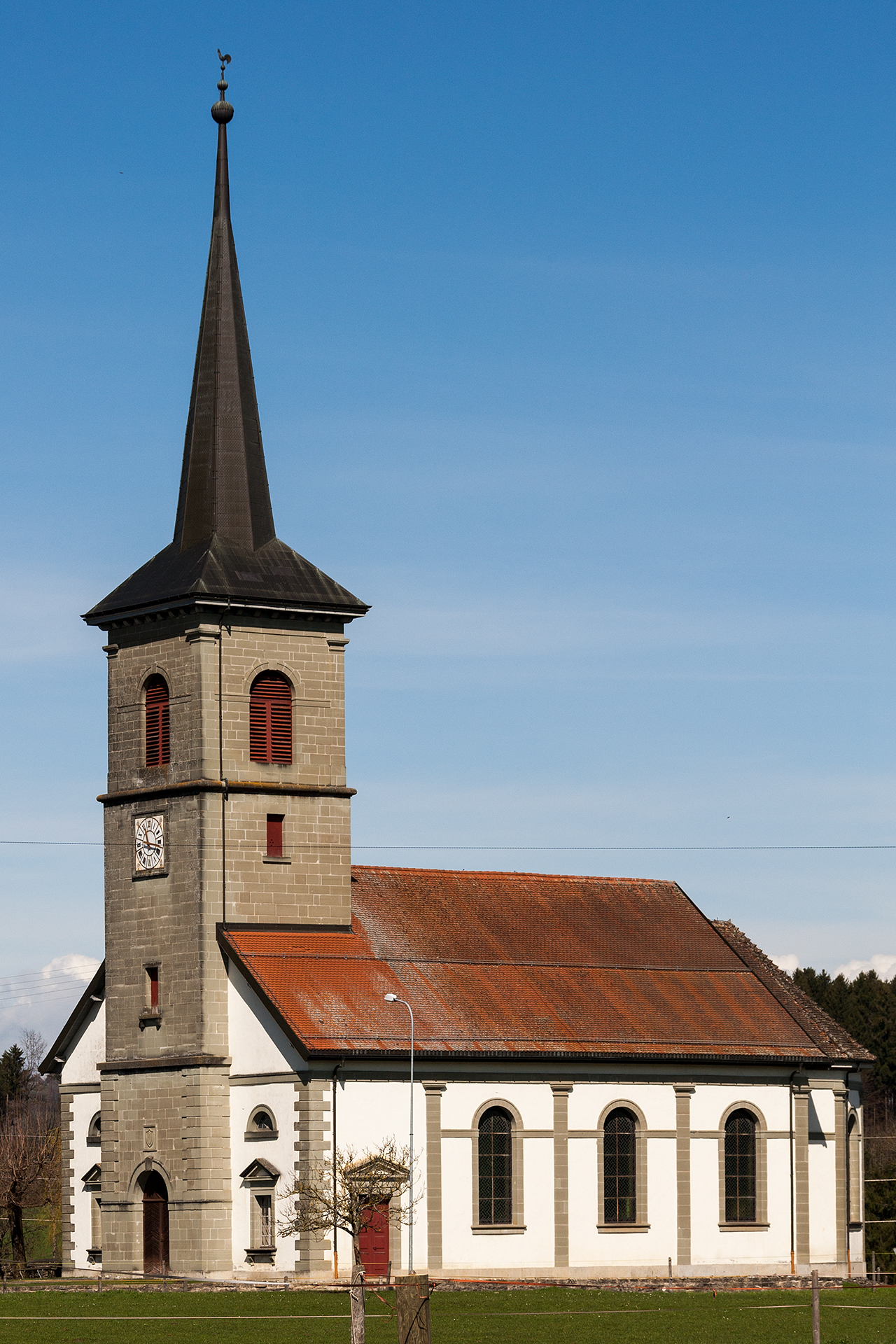
La chiesa di San Pietro

- Chiesa riformata di San Pietro, attestata dal XII secolo e ricostruita nel 1828-1829[1].

## Società

### Evoluzione demografica
L'evoluzione demografica è riportata nella seguente tabella:
Abitanti censiti

## Infrastrutture e trasporti

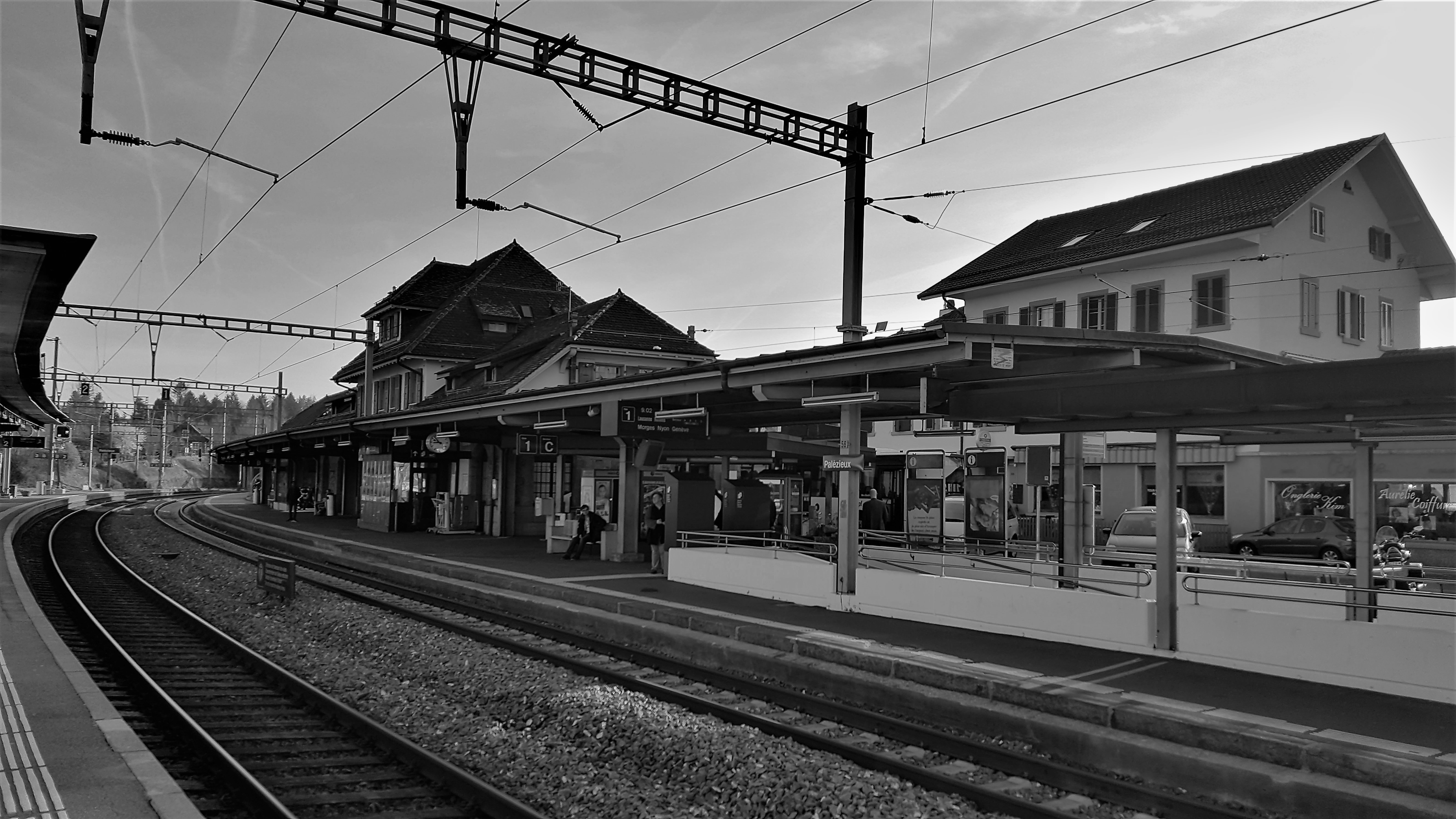
La stazione di Palézieux

Palézieux è servito dall'omonima stazione (a Palézieux-Gare), situata sulla ferrovia Losanna-Berna e capolinea della ferrovia Palézieux-Lyss, su cui si trova anche e la stazione di Palézieux-Village (linee S4, S5 e S8 della rete celere del Vaud). La stazione è anche capolinea della linea a scartamento ridotto per Bulle e Montbovon.

## Amministrazione
Ogni famiglia originaria del luogo fa parte del cosiddetto comune patriziale e ha la responsabilità della manutenzione di ogni bene ricadente all'interno dei confini della frazione.